# Río Eske
El río Eske (irlandés: Abhainn na hIascaigh ; también Eask) es un río en el condado de Donegal, Irlanda. Comienza en el lago Eske en el sureste del condado antes de fluir principalmente hacia el oeste hasta la ciudad de Donegal y hacia el océano Atlántico a través de la bahía de Donegal.
La ciudad de Donegal es el único asentamiento importante a través del cual fluye. A pesar de su tamaño, el río es muy conocido por la pesca, especialmente de salmón Chinook, trucha de mar y salvelino, con una temporada que va del 1 de marzo al 30 de septiembre.
El río fluye en las montañas Bluestack, que se encuentran al norte de la ciudad de Donegal. En el borde noreste de la ciudad de Donegal, Drumenny Burn desemboca en el río Eske junto al Community Hospital. En la ciudad, el Eske pasa por varias atracciones turísticas, una de las cuales es el castillo de Donegal, la antigua sede del clan O'Donnell, los antiguos gobernantes del señorío de Tyrconnell (más o menos similar al actual condado de Donegal). La desembocadura del río está justo enfrente de una antigua abadía franciscana que fue construida por los O'Donnell pero que fue destruida por los ingleses tras la huida de los condes en 1607.